# Rewolwer Arminius HW-7
Arminius HW-7 – niemiecki rewolwer kalibru .22 LR przeznaczony do strzelań rekreacyjnych. HW-7 został skonstruowany w latach 60. i był sprzedawany w Europie i USA. Do 1970 roku sprzedaż w USA prowadziła firma Herters (pod nazwą Herter's Guide Model), później sprzedaż na rynku amerykańskim prowadziła firma Firearms Import & Export. Rewolwer HW-7 posiada wersję z regulowanymi przyrządami celowniczymi oznaczoną jako HW-7S.